# Heinrich Harries

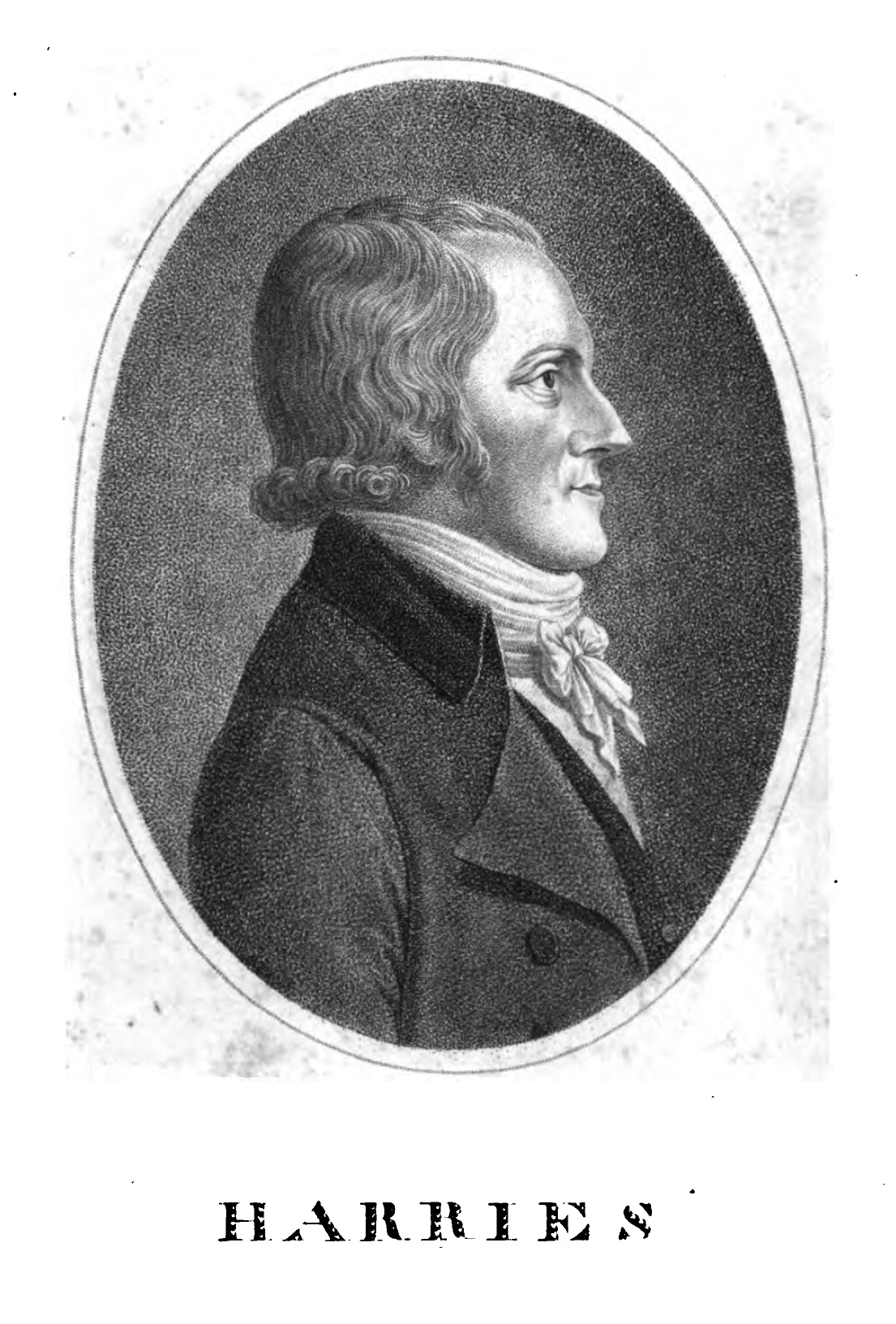
Heinrich Harries, Porträt in der von Gerhard Holst 1804 herausgegebenen Sammlung seiner Gedichte

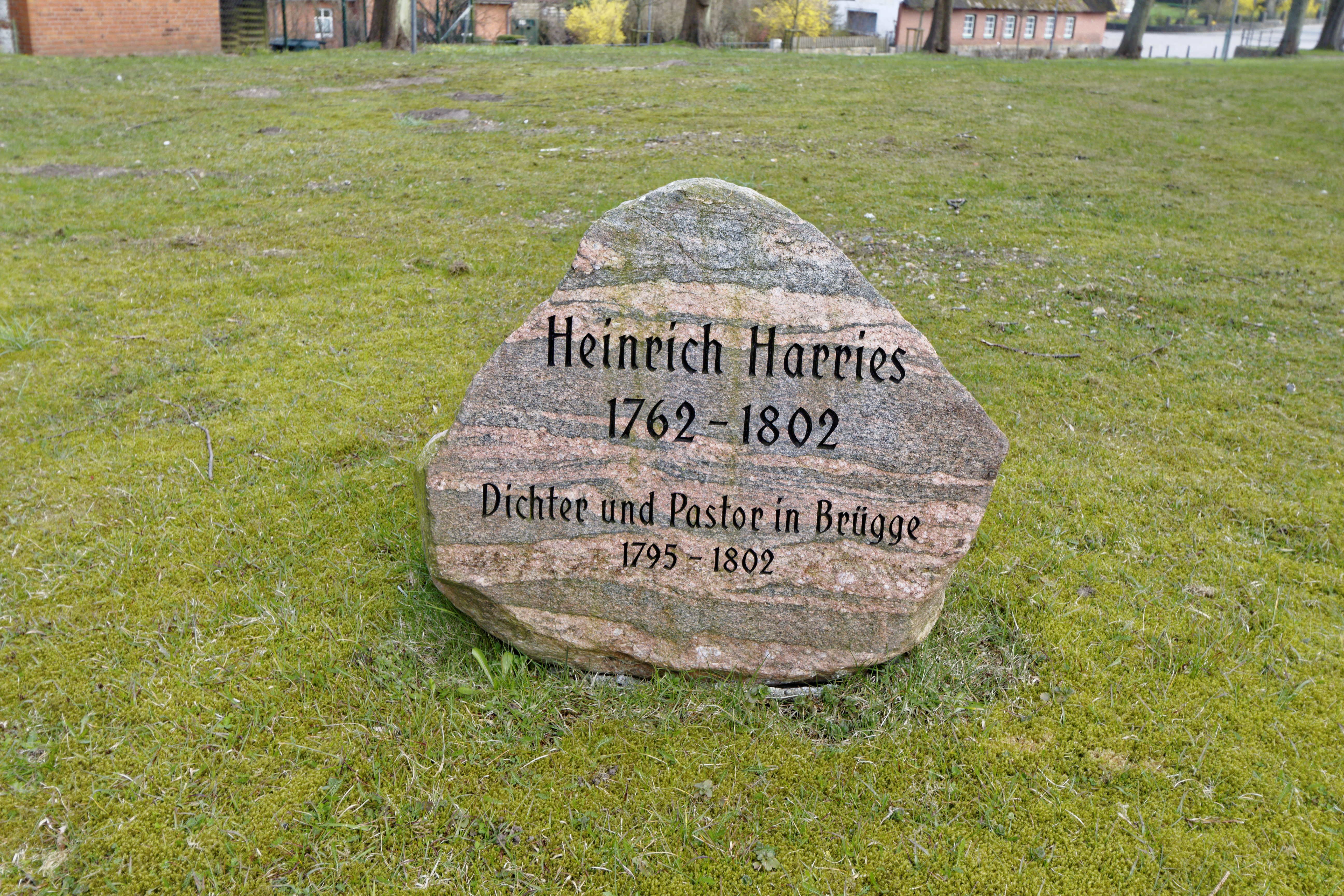
Gedenkstein an der St.-Johannis-Kirche in Brügge (Holstein)

Heinrich Harries (* 9. September 1762 in Flensburg; † 28. September 1802 in Brügge) war ein Pfarrer und Schriftsteller in den damals zum dänischen Gesamtstaat gehörenden Herzogtümern Schleswig und Holstein. Von ihm stammt – gerichtet an den Dänenkönig – die Urform der preußisch-reichsdeutschen Herrscherhymne Heil dir im Siegerkranz sowie das deutschsprachige Bekenntnis zum Dänentum O Dania.

## Leben
Harries stammte aus einer Flensburger Kaufmannsfamilie. Sein Vater Diederich Harries (1729–1783) war von Martfeld nach Flensburg gekommen und hatte dort Christina Rasch (1730–1813), die Tochter eines Schiffseigners und Kapitäns, geheiratet. Sein Vater erwarb zunächst das Haus Angelburger Straße 28 und später das große Anwesen Große Straße 69. Er betrieb in der Stadt eine Zuckerraffinerie.
Im Alter von 9 bis 14 Jahren war Heinrich Harries Schüler der Flensburger Lateinschule. Für weitere drei Jahre besuchte er die Pensionatsschule des Pastors Christian August Valentiner in Boren, wo er auch dessen Tochter Ida Christine Margarethe (1764–1825) kennenlernte, seine spätere Frau. 1779 begann er das Studium der Theologie in Kiel, das er später in Göttingen fortsetzte. Nach dem Tod seines Vaters erwirkte er von Generalsuperintendent Adam Struensee die Erlaubnis, schon vor dem Examen predigen und somit bezahlte Vertretungen übernehmen zu dürfen. Zwei Jahre später bestand er das Examen. Da er nicht sofort eine Pfarrstelle bekam, unternahm er 1787/88 eine Bildungsreise durch verschiedene deutsche Städte, die Niederlande und England. 
Von 1788 bis 1790 lebte er wieder in Flensburg und gründete zusammen mit anderen jungen Theologen, die ebenfalls auf eine Pfarrstelle warteten, das Flensburger Wochenblatt für Jedermann, dessen maßgeblicher Redakteur er bis 1793 war. In seiner Zeitung bejubelte Harries die Französische Revolution. In seiner Heimat im dänischen Gesamtstaat sah er dagegen keine Notwendigkeit für eine Revolution: Dank fortschrittlicher Reformen wie der Pressefreiheit und der Aufhebung der Leibeigenschaft sah er hier seine Ideale verwirklicht. Nur wenige Wochen nach dem Fall der Bastille veröffentlichte Harries denn auch anlässlich des 41. Geburtstags des dänischen Königs Christian VII. am 27. Januar 1790 in seinem Flensburger Wochenblatt ein „Lied für den dänischen Unterthan, an seines Königs Geburtstag zu singen in der Melodie des englischen Volksliedes: God save great George the King“. Es begann mit den Worten „Heil dir, dem liebenden Herrscher des Vaterlands! Heil, Christian, dir!“. Das Lied wurde von Balthasar Gerhard Schumacher auf Friedrich Wilhelm II. von Preußen umgearbeitet und auf fünf Strophen verkürzt, erschien in dieser Fassung unter dem Titel Berliner Volksgesang in der Haude und Spenerschen Zeitung vom 17. Dezember 1793 und wurde danach zunehmend populär. Andere Gedichte veröffentlichte Harries in August Hennings’ Genius der Zeit. Die meisten seiner Gedichte wurden jedoch erst nach seinem Tod gedruckt. Er übertrug auch die Dichtung Jahreszeiten von James Thomson in Jamben.
Im Oktober 1790 wurde Harries als Pastor der St.-Petri-Kirche nach Sieverstedt berufen. Mit dem Antritt dieser schlechtbezahlten Stelle wurde ihm die baldige Beförderung versprochen. In der kleinen Gemeinde mit nur 250 Einwohnern wurde er nicht sehr gefordert. Während seiner ersten Jahre als Pastor arbeitete er weiter beim Wochenblatt, schrieb viele Gedichte und verfasste ein Weihnachtsbüchlein für die Jugend, das viel in den Schulen gebraucht worden ist, und das Erbauungsbuch Der fromme Seefahrer. 1794 wurde er Pastor in Brügge im Amt Bordesholm. Diese Pfarrstelle war deutlich besser bezahlt. Hier wurde Harries mehrmals von Jens Baggesen besucht. In Der holsteinische Apostel Joachim Heeschen zog er 1798 polemisch über diejenigen Gemeindeglieder her, die den kirchlichen Rationalismus der neuen Schleswig-Holsteinischen Kirchen-Agende des Generalsuperintendenten Jacob Georg Christian Adler ablehnten.
1790 heiratete er Ida Christina Margaretha Valentiner, Tochter von Christian August Valentiner. Der gemeinsame Sohn Diederich (1791–1857) wurde ebenfalls Pastor und machte sich besonders als Archäologe und Denkmalschützer in Angeln einen Namen.

## Werke
- Gedichte (Altona 1804, 2 Bände), enthält auch seine Urfassung von Heil dir im Siegerkranz
- Weihnachtsbüchlein für die Jugend, 1791
- Der fromme Seefahrer, 1792
- Thomsons Jahreszeiten / In dt. Jamben v. [Heinrich] Harries, Altona 1796 (Übersetzung von The Seasons von James Thomson)
- Der holsteinische Apostel Joachim Heeschen. Nebst Allerlei über Christusverherrlichung etc., 1798